# Iemasa Tokugawa
Iemasa Tokugawa (徳川 家正 ?, Tokugawa Iemasa; Tokyo, 23 marzo 1884 – Tokyo, 18 febbraio 1963) è stato un politico giapponese, diciassettesimo erede nel ramo di shōgun del clan Tokugawa e ultimo presidente della Camera dei pari nella Dieta nazionale del Giappone.
Iemasa Tokugawa è noto anche per essere stato, alla fine della Seconda guerra mondiale, l'ultimo proprietario conosciuto della honjo masamune, spada simbolo dello shogunato durante il periodo Edo, forgiata da Masamune Okazaki nel tredicesimo secolo e dichiarata Tesoro nazionale del Giappone nel 1939.

## Famiglia
- Padre: Tokugawa Iesato
- Madre: Konoe Hiroko (1867-1944)
- Moglie: Naoko Shimazu
- Figli:
  - Iehide Tokugawa (1912-1936)
  - Toyoko Tokugawa fu Ichiro Matsudaira, figlio di Tsuneo Matsudaira
  - Toshiko Tokugawa fu Uesugi Takanori
  - Junko Tokugawa fu Hoshina Mitsumasa
- Nipoti:
  - Tsunenari Tokugawa da Toyoko Tokugawa

|                 |                |                 | Genitori |  |  | Nonni              |  |  | Bisnonni |  |
|                 |                |                 |          |  |  | Tokugawa Yoshiyori |  |  | …        |  |
|                 |                |                 |          |  |  | Tokugawa Yoshiyori |  |  | …        |  |
|                 |                | …               |          |  |  | Tokugawa Yoshiyori |  |  |          |  |
| Tokugawa Iesato |                |                 |          |  |  | Tokugawa Yoshiyori |  |  |          |  |
|                 |                | …               | …        |  |  |                    |  |  |          |  |
|                 |                | …               | …        |  |  |                    |  |  |          |  |
|                 |                | …               | …        |  |  |                    |  |  |          |  |
| Iemasa Tokugawa |                | …               |          |  |  |                    |  |  |          |  |
|                 | Konoe Tadafusa | …               |          |  |  |                    |  |  |          |  |
|                 | Konoe Tadafusa | …               |          |  |  |                    |  |  |          |  |
|                 | Konoe Tadafusa | …               |          |  |  |                    |  |  |          |  |
| Konoe Hiroko    | Konoe Tadafusa |                 |          |  |  |                    |  |  |          |  |
|                 |                | Shimazu Mitsuko | …        |  |  |                    |  |  |          |  |
|                 |                | Shimazu Mitsuko | …        |  |  |                    |  |  |          |  |
|                 |                | Shimazu Mitsuko | …        |  |  |                    |  |  |          |  |
|                 |                | Shimazu Mitsuko |          |  |  |                    |  |  |          |  |